# АС Амброзиана
С настъпването на фашистката ера, Интер са принудени да се съобразят с интересите на партията: на Националната Фашистка Партия не ѝ допада наименованието на клуба, което наподобява това на враговете от Комунистическия Интернационал и през лятото на 1928 г., Интер под управлението на Сенаторе Борлети се слива с УС Миланезе и приемат името „СС Амброзиана“ (на италиански: Società Sportiva Ambrosiana) в чест на църковния патрон на гр. Милано – св. Амврозий Милански, а черно-сините фланелки са заменени с чисто бели такива, пресечени с червен кръст (герба на Милано) и маркирани с фашистки символ.
 Въпреки всички промени, отбора завършва сезон 1928 – 29 на шесто място, което води до смяната на треньора Джузепе Виола и завръщането на Арпад Вайшс. Истински фурор обаче прави осемнадесет-годишния тогава Джузепе Меаца, който нанизва 38 гола в 29 мача.
През следващия сезон 1929-30 (първият официален сезон на „Серия А“ и първият сезон без географски дивизии) при управлението на президентите Ернесто Торузио (1929) и Оресте Симоноти (1930), отбора е прекръстен на „АС Амброзиана“, а черно-сините екипи са възстановени, като единствена разлика е в яката – черно-бяло, шах-матно каре, каквито са цветовете на УС Миланезе. Амброзиана побеждава основните претенденти за титлата Ювентус и ФК Дженоа, което се оказва жизненоважно за спечелването на купата в края на сезона (първа в историята на Амброзиана и общо трета за Интер). Младият „Пепино“ Меаца е коронясан за гол-майстор на турнира със своите 31 попадения, с което поставя рекорд за най-резултатен дебют в Серия А, неподобрен и до днес. В новоучредения европейски турнир „Митропа“ Амброзиана достига до полуфиналите.
Петото място през 1930-31 е повод за промяна в президентството – „патрон“ на клуба става Фердинандо Поцани, наричан „Генерал По“, който издейства разрешително от ИФФ за промяна наименованието на клуба на „Амброзиана-Интер“ – име, което отбора носи през следващите 13 години.
Клубните промени, обаче не се оказват ефективни на терена – разочароващо шесто място, което води до поредното завръщане на треньора Вайшс, както и привличането на класните Леврато и Фрионе. Големите амбиции през 1932-33 рухват с горчивото второ място и злощастно загубения финал за купа Митропа (след победа над Австрия Виена с 2 – 1 в Милано, Интер губи във Виена с 3 – 1).
През 1933-34 Интер отново се разминава с титлата на Италия. В мач, който събира рекордните 400 хиляди долара, Амброзиана-Интер побеждава Ювентус с 3 – 2, но губи последвалите два мача от Фиорентина и Торино. По този начин за втора поредна година Интер завършва на второ място, този път преднината на Ювентус е намалена на 4 точки.
Последвалия сезон 1934-35, маркиран от злощастната смърт на Фрионе, се оказва още по-невероятен. До последния ден от шампионата Интер и Ювентус са с равен брой точки. Юве печели последния си мач във Флоренция, а Интер губи от Лацио с гол на бившия си футболист Леврато. Това е трета поред година, в която Амброзиана завършва на второто място.
Следват две години, в които Интер не показват конкурентност за скудетото, а на треньорската скамейка, логично се сменят редица специалисти.
„Отмъщението“ на Амброзиана идва с пълна сила през сезон 1937-38, когато печелят борбата за скудетото с Ювентус и Милан в последния ден от шампионата. Гол-майстор на турнира, вече за трети път е Джузепе Меаца (както и през 1935-36), който същата година извежда с капитанската лента националния отбор по футбол на Италия до втората, поредна, световна титла. Тези негови успехи, редицата рекорди, които поставя и неоспоримата му класа, заслужено го превръщат в първия световноизвестен италиански футболист, а последствие и в първата легендарна фигура на Интер и Италия. Това е и сезонът в който Интер нарушава лошата традиция да печели скудето само по веднъж на десетилетие.
През 1938-39 след отказването на треньора Армандо Кастелаци, отбора е трениран от Антон Карнели – опитен специалист, който въвежда т. нар. тактика „Системата“. В първия си сезон начело на Интер, Карнели донася и първата в историята на клуба Копа Италия, а в шампионата завършва на трето място. Това обаче бързо се променя и още през следващия сезон 1939-40, въпреки контузията на шампиона Меаца, в последния кръг на Серия А, в решителния и директен двубой за титлата на първенството, Интер побеждава Болоня с 1 – 0 на неутралния „стадио Сан Сиро“ (избран заради големия брой зрители – събрани са рекордните за това време 471 хиляди паунда) и празнува петото в своята история Скудето. Осем дни след този триумф Италия обявява война на Франция.
Двойката треньори, която поема клуба след Тони Карнели е Перукети – Дзамберлети. Те решават, че лошата циркулация в крака на Меаца означава край на неговата бляскава кариера и го продават на архи-враговете от АК Милан. В последвалото градско дерби, завършило 2 – 2, Меаца отбелязва изравнителното попадение за „росонерите“. След тринадесет години прекарани в Интер, Джузепе Меаца, през сълзи разкрива, че цял живот ще съжалява за отбелязания гол във вратата на родния си клуб. В крайна сметка след обещаващото начало на шампионата, Амброзиана не съумява да задържи преднината си пред Болоня и завършва сезон 1940-41 на втора позиция.
Новият треньор Иво Фиорентини приключва сезон 1941-42 на сензационното дванадесето място и при идването на президента Карло Масерони (1942) е заменен на поста от Джовани Ферари, който през 1942-43 връща клуба на приличната четвърта позиция. През 1943 г. ИФФ анулира футбола в страната и регионалните комитети организират алтернативно първенство, в което Интер, въпреки че излизат първенци от групата на Ломбардия, впоследствие губят на полуфиналите.